# Replicant (sistema operativo)
Replicant es un fork de software libre de Android, en el que se han eliminado componentes y APIs propietarios del SDK de Google. Intenta reemplazar los controladores (drivers) propietarios de hardware,  requeridos en algunos teléfonos,  por controladores cuyo código es libre.
Su nombre es un juego de palabras al aludir, por un lado, al hecho de replicar el sistema Android de Google y, por otro, a los replicantes, un tipo de androides de la novela de Philip K. Dick, ¿Sueñan los androides con ovejas eléctricas?.

## Historia
El proyecto Replicant comenzó a mediados de 2010,  con la finalidad de lograr un derivado de Android sin aplicaciones o controladores propietarios,   es decir,  plenamente libre,  para el HTC Dream . El equipo inicial estaba formado por Bradley M. Kuhn , Aaron Williamson, Graziano Sorbaioli y Denis ' GNUtoo ' Çarıklı .
El proyecto llevó rápidamente a la escritura de código de reemplazo de las partes no libres necesarias para el HTC Dream funcionara. Replicant originalmente tuvo su propio repositorio de aplicaciones de software libre,  que más tarde fue sustituido por F-Droid .
El software encargado de manejar la comunicación con el módem (lo que se denomina Radio Interface Layer - RIL ) fue reemplazado por uno de código libre. A continuación, se utilizó una biblioteca de manejo del GPS,  que era una adaptación de código libre del que fue escrito originalmente para otro teléfono y que permitió que el HTC Dream trabajase con Replicant.
Las primeras versiones de Replicant se basaron en el código de Android Open Source Project , mientras que las versiones actuales,  a partir de la 2.2 (Abril 2011),  utilizan CyanogenMod  como base, a fin de que el soporte para dispositivos sea más sencillo.
A medida que continuaba el desarrollo, muchos de los miembros del equipo de Replicant originales se retiraron del proyecto, por lo que ' GNUtoo ' Denis Çarıklı fue el único miembro que quedaba del equipo original,  trabajando activamente en el proyecto.
En abril de 2011 , Paul Kocialkowski decidió involucrarse con el proyecto y se convirtió gradualmente en el principal desarrollador de Replicant , después de trasladar con éxito a Replicant a los dispositivos Nexus S y Galaxy S .
El 3 de enero de 2013, el proyecto lanzó la versión 4.0 de su SDK totalmente libre, en parte como respuesta a las preocupaciones sobre la actualización de la licencia de Google para los complementos, bajo un acuerdo de propiedad.
El 22 de enero se lanza la versión 4.2,  con compatibilidad para dispositivos anteriores.
Replicant está patrocinado y apoyado por la Free Software Foundation .

## Dispositivos[4]
| Dispositivo                 | nombre clave   | versión de Replicant |
| --------------------------- | -------------- | -------------------- |
| Nexus S                     | crespo         | Replicant 4.0        |
| Samsung Galaxy S III        | i9300          | Replicant 4.0        |
| Samsung Galaxy S II         | galaxys2       | Replicant 4.0        |
| Samsung Galaxy S            | galaxysmtd     | Replicant 4.0        |
| Galaxy Nexus                | maguro         | Replicant 4.0        |
| Samsung Galaxy Tab 2 (10.1) | p5100          | Replicant 4.0        |
| Samsung Galaxy Tab 2 (7.0)  | p3100          | Replicant 4.0        |
| Goldelico GTA04             | gta04          | Replicant 2.3        |
| HTC Dream/HTC Magic         | dream_sapphire | Replicant 2.2        |